# Thymoites caracasanus
Thymoites caracasanus là một loài nhện trong họ Theridiidae.
Loài này thuộc chi Thymoites. Thymoites caracasanus được Eugène Simon miêu tả năm 1895.